# Campionati mondiali di biathlon 1996
I Campionati mondiali di biathlon 1996 si svolsero dal 3 all'11 febbraio a Ruhpolding, in Germania. Sede delle gare fu la Chiemgau-Arena.

## Risultati

### Uomini

#### Sprint 10 km
| Posizione | Atleta               | Nazione   | Tempo    | Penalità |
| --------- | -------------------- | --------- | -------- | -------- |
| 1         | Vladimir Dračëv      | Russia    | 26:52.3  | 0-1      |
| 2         | Viktor Majgurov      | Russia    | + 9.7    | 0-0      |
| 3         | René Cattarinussi    | Italia    | + 38.7   | 0-0      |
| 4         | Pieralberto Carrara  | Italia    | + 38.9   | 0-0      |
| 5         | Frode Andresen       | Norvegia  | + 41.4   | 0-1      |
| 6         | Ole Einar Bjørndalen | Norvegia  | + 44.4   | 0-0      |
| 7         | Wilfried Pallhuber   | Italia    | + 48.4   | 0-0      |
| 8         | Petr Garabík         | Rep. Ceca | + 1:05.7 | 0-0      |
| 9         | Sergej Tarasov       | Russia    | + 1:08.6 | 1-1      |
| 10        | Aleksej Kobelev      | Russia    | + 1:15.2 | 0-0      |

9 febbraio

#### Individuale 20 km
| Posizione | Atleta            | Nazione     | Tempo    | Penalità |
| --------- | ----------------- | ----------- | -------- | -------- |
| 1         | Sergej Tarasov    | Russia      | 52:03.2  | 0-0-0-0  |
| 2         | Vladimir Dračëv   | Russia      | + 2:06.1 | 0-0-0-2  |
| 3         | Vadzim Sašuryn    | Bielorussia | + 2:10.7 | 0-1-0-0  |
| 4         | Hubert Leitgeb    | Italia      | + 2:26.1 | 0-0-0-0  |
| 5         | Aleksej Kobelev   | Russia      | + 3:04.8 | 0-1-0-1  |
| 6         | Tomasz Sikora     | Polonia     | + 3:18.0 | 1-0-0-0  |
| 7         | Aljaksandr Papoŭ  | Bielorussia | + 3:32.8 | 0-0-0-1  |
| 8         | Frank Luck        | Germania    | + 3:41.8 | 0-0-0-1  |
| 9         | Ricco Groß        | Germania    | + 3:46.2 | 1-0-0-0  |
| 10        | Jean-Marc Chabloz | Svizzera    | + 3:48.9 | 0-1-0-0  |

4 febbraio

#### Staffetta 4x7,5 km
| Posizione | Nazione     | Atleti                                                             | Tempo     | Penalità |
| --------- | ----------- | ------------------------------------------------------------------ | --------- | -------- |
| 1         | Russia      | Viktor Majgurov Vladimir Dračëv Sergej Tarasov Aleksej Kobelev     | 1:19:50.8 | 0 0 0    |
| 2         | Germania    | Ricco Groß Peter Sendel Frank Luck Sven Fischer                    | + 1:00.1  | 0 0 1    |
| 3         | Bielorussia | Aljaksej Ajdaraŭ Aleh Ryžankoŭ Vadzim Sašuryn Aljaksandr Papoŭ     | + 1:15.1  | 0 0 0    |
| 4         | Norvegia    | Egil Gjelland Frode Andresen Dag Bjørndalen Ole Einar Bjørndalen   | + 1:41.8  | 0 0 0    |
| 5         | Francia     | Franck Perrot Raphaël Poirée Thierry Dusserre Hervé Flandin        | + 2:30.2  | 0 0 0    |
| 6         | Finlandia   | Vesa Hietalahti Ville Räikkönen Erkki Latvala Paavo Puurunen       | + 2:51.9  | 0 1 0 0  |
| 7         | Polonia     | Wiesław Ziemianin Tomasz Sikora Wojciech Kozub Jan Ziemianin       | + 3:00.2  | 0 0 0    |
| 8         | Austria     | Hannes Obererlacher Wolfgang Perner Reinhard Neuner Ludwig Gredler | + 3:32.3  | 0 0 1    |

11 febbraio

#### Gara a squadre
| Posizione | Nazione     | Atleti                                                             | Tempo    |
| --------- | ----------- | ------------------------------------------------------------------ | -------- |
| 1         | Bielorussia | Vadzim Sašuryn Aleh Ryžankoŭ Aljaksandr Papoŭ Pëtr Ivaška          | 26:05.6  |
| 2         | Russia      | Viktor Majgurov Vladimir Dračëv Pavel Muslimov Sergej Rožkov       | + 32.3   |
| 3         | Italia      | René Cattarinussi Pieralberto Carrara Patrick Favre Hubert Leitgeb | + 44.2   |
| 4         | Norvegia    | Halvard Hanevold Egil Gjelland Ole Einar Bjørndalen                | + 1:11.7 |
| 5         | Austria     | Reinhard Neuner Wolfgang Perner Ludwig Gredler                     | + 1:17.9 |
| 6         | Germania    | Frank Luck Sven Fischer Ricco Groß                                 | + 1:23.2 |
| 7         | Rep. Ceca   | Petr Garabík Jiří Holubec Ivan Masařík                             | + 1:27.6 |
| 8         | Finlandia   | Ville Räikkönen Vesa Hietelahti Paavo Puurunen                     | + 1:33.0 |

6 febbraio

### Donne

#### Sprint 7,5 km
| Posizione | Atleta                     | Nazione  | Tempo   | Penalità |
| --------- | -------------------------- | -------- | ------- | -------- |
| 1         | Ol'ga Romas'ko             | Russia   | 22:30.5 | 0-0      |
| 2         | Ann Elen Skjelbreid        | Norvegia | + 19.4  | 0-1      |
| 3         | Magdalena Forsberg         | Svezia   | + 22.0  | 0-0      |
| 4         | Galina Kukleva             | Russia   | + 22.6  | 1-0      |
| 5         | Corinne Niogret            | Francia  | + 43.0  | 0-1      |
| 6         | Hildegunn Mikkelsplass     | Norvegia | + 45.6  | 0-0      |
| 7         | Liv Grete Poirée           | Norvegia | + 47.7  | 0-1      |
| 8         | Annette Sikveland          | Norvegia | + 54.9  | 1-1      |
| 9         | Florence Baverel-Robert    | Francia  | + 56.3  | 0-1      |
| 10        | Simone Greiner-Petter-Memm | Germania | + 56.6  | 0-2      |

8 febbraio

#### Individuale 15 km
| Posizione | Atleta                     | Nazione     | Tempo    | Penalità |
| --------- | -------------------------- | ----------- | -------- | -------- |
| 1         | Emmanuelle Claret          | Francia     | 46:43.1  | 1-0-0-1  |
| 2         | Ol'ga Mel'nik              | Russia      | + 1:12.2 | 0-1-0-0  |
| 3         | Olena Petrova              | Ucraina     | + 1:32.6 | 0-0-0-1  |
| 4         | Nathalie Santer            | Italia      | + 1:39.9 | 0-1-0-1  |
| 5         | Svjatlana Paramyhina       | Bielorussia | + 2:01.3 | 0-1-0-0  |
| 6         | Iva Karagiosova            | Bulgaria    | + 2:03.3 | 0-0-0-0  |
| 7         | Alena Zubrylava            | Ucraina     | + 2:04.0 | 1-1-0-0  |
| 8         | Natallja Ryžankova         | Bielorussia | + 2:50.7 | 0-1-1-0  |
| 9         | Anne Briand                | Francia     | + 3:13.2 | 1-0-2-1  |
| 10        | Simone Greiner-Petter-Memm | Germania    | + 3:26.3 | 0-0-2-1  |

3 febbraio

#### Staffetta 4x7,5 km
| Posizione | Nazione     | Atlete                                                                        | Tempo     | Penalità |
| --------- | ----------- | ----------------------------------------------------------------------------- | --------- | -------- |
| 1         | Germania    | Uschi Disl Simone Greiner-Petter-Memm Katrin Apel Petra Behle                 | 1:33:59.8 | 0 0 0    |
| 2         | Francia     | Corinne Niogret Florence Baverel-Robert Emmanuelle Claret Anne Briand         | + 2:45.0  | 0 0 2 1  |
| 3         | Ucraina     | Tetjana Vodopjanova Valentyna Cerbe-Nesina Olena Petrova Alena Zubrylava      | + 2:48.3  | 1 0 0    |
| 4         | Norvegia    | Ann Elen Skjelbreid Annette Sikveland Hildegunn Mikkelsplass Liv Grete Poirée | + 2:58.3  | 1 0 1 0  |
| 5         | Russia      | Ol'ga Mel'nik Galina Kukleva Olesja Tupilenko Ol'ga Romas'ko                  | + 3:10.9  | 0 0 1    |
| 6         | Bielorussia | Natallja Ryžankova Natal'ja Permjakova Svetlana Belan Svjatlana Paramyhina    | + 3:59.9  | 0 0 0    |
| 7         | Rep. Ceca   | Kateřina Holubcová Irena Česneková Irena Tomšová Eva Háková                   | + 4:55.2  | 0 0 0    |
| 8         | Finlandia   | Sanna-Leena Perunka Mari Lampinen Eija Salonen Annukka Mallat                 | + 5:10.8  | 0 0 0    |

10 febbraio

#### Gara a squadre
| Posizione | Nazione     | Atlete                                                                          | Tempo    | Penalità |
| --------- | ----------- | ------------------------------------------------------------------------------- | -------- | -------- |
| 1         | Germania    | Katrin Apel Petra Behle Uschi Disl Simone Greiner-Petter-Memm                   | 23:23.6  | 1+10     |
| 2         | Ucraina     | Tetjana Vodopjanova Olena Petrova Alena Zubrylava Nina Lemeš                    | + 59.1   | 11+10    |
| 3         | Francia     | Anne Briand Corinne Niogret Florence Baverel-Robert Emmanuelle Claret           | + 1:02.3 | 0+21     |
| 4         | Bielorussia | Ljudmila Arloŭskaja Svjatlana Paramyhina Natallja Ryžankova Natal'ja Permjakova | + 2:04.2 | 0+21     |
| 5         | Stati Uniti | Deborah Nordyke Stacey Wooley Kristina Sabasteanski Ntala Skinner               | + 2:08.4 | 10+2     |
| 6         | Slovacchia  | Soňa Mihoková Anna Murínová Jana Meiszinglerová Martina Halinárová              | + 2:30.6 | 1+11     |
| 7         | Rep. Ceca   | Eva Háková Kateřina Holubcová Hana Richterová Irena Česneková                   | + 2:43.4 | 1+11     |
| 8         | Finlandia   | Sanna-Leena Perunka Annuka Malat Katja Holanti Eija Salonen                     | + 2:45.8 | 1+20     |

6 febbraio

## Medagliere per nazioni
| Posizione | Nazione     | Oro | Argento | Bronzo | Totale |
| --------- | ----------- | --- | ------- | ------ | ------ |
| 1         | Russia      | 4   | 4       | 0      | 8      |
| 2         | Germania    | 2   | 1       | 0      | 3      |
| 3         | Francia     | 1   | 1       | 1      | 3      |
| 4         | Bielorussia | 1   | 0       | 2      | 3      |
| 5         | Ucraina     | 0   | 1       | 2      | 3      |
| 6         | Norvegia    | 0   | 1       | 0      | 1      |
| 7         | Italia      | 0   | 0       | 2      | 2      |
| 8         | Svezia      | 0   | 0       | 1      | 1      |